# Dólar tuvaluano
O dólar tuvaluano é a moeda de Tuvalu, cujo código monetário internacional não oficial é TVD. Tuvalu nunca teve notas próprias e tem emitido moedas desde 1976. No entanto, o dólar tuvaluano é usado como uma unidade de conta e está indexado ao Dólar australiano por paridade.[carece de fontes?]
De 1966 a 1976, Tuvalu usou oficialmente o Dólar australiano. Em 1976, Tuvalu começou a emitir suas próprias moedas, que continuam a circular ao lado das moedas australianas. Tuvalu continua a usar notas australianas. As moedas tuvaluanas não têm curso legal na Austrália.[carece de fontes?]
No entanto, o dólar tuvaluano não é uma moeda independente. O dólar de Tuvalu é apenas uma variação do dólar australiano e usa o código da moeda de TVD.